# Dolichancistrus pediculatus
Dolichancistrus pediculatus és una espècie de peix de la família dels loricàrids i de l'ordre dels siluriformes.
Els adults poden assolir 12 cm de longitud total. És un peix d'aigua dolça i de clima tropical. Es troba a Sud-amèrica: conca del riu Meta (Colòmbia).